# Megachile architecta
Megachile architecta là một loài Hymenoptera trong họ Megachilidae. Loài này được Smith mô tả khoa học năm 1857.